# Первов, Михаил Андреевич
Михаи́л Андре́евич Перво́в (род. 17 октября 1955) — советский и российский журналист и писатель. Генеральный директор и главный редактор Издательского дома «Столичная энциклопедия».

## Биография
- 1980 год — окончнил факультет журналистики МГУ имени М.В.Ломоносова, 
  - с этого же года работал заведующим отделом общественно-политической литературы Пермского книжного издательства, инструктором сектора печати Пермского обкома КПСС.
- 1993 год — окончил аспирантуру Российской академии государственной службы при Президенте Российской Федерации.

Работал: 
- генеральным директором Агентства «Пресс-Информ»,
- главным редактором Издательского дома «АвиаРус-ХХІ».
- С 2006 года — генеральный директор и главный редактор Издательского дома «Столичная энциклопедия».

## Творчество
Михаил Андреевич Первов — автор книг сугубо военно-ракетной тематики:
- 1998 год — «Межконтинентальные баллистические ракеты СССР и России»,
- 1999 год — «Ракетное оружие РВСМ»,
- 1999 год — «Ракетные комплексы РВСН»,
- 2001 год — «Зенитное ракетное оружие противовоздушной обороны страны»,
- 2003 год — «Системы ракетно-космической обороны России создавались так»[1] (1-е издание),
- 2004 год — «Системы ракетно-космической обороны России создавались так» (2-е издание),
- 2010 год — «Родилась в Москве „Катюша“»[2],
- 2010 год — «„Аннушки“ — часовые Москвы»[3].

Михаил Андреевич — автор справочника «Отечественное ракетное оружие» (1999 год).
Справочник содержит сведения о 520 боевых, опытных и экспериментальных ракетных комплексах, ракетах, реактивных системах залпового огня и их модификациях, состоявших или состоящих на вооружении Советской Армии и Российской Армии, а также о ракетных проектах, созданных в 38 ведущих конструкторских бюро (головных предприятиях-разработчиках) СССР, РФ и Украины.
Также, Михаил Андреевич выступает как популяризатор ракетной техники для молодёжной аудитории:
- 2019 год: «Ракеты штурмуют космос, или Удивительные путешествия Ракетонавта во времени и пространстве»[6].

## Признание
- Член Союза журналистов Москвы,
- Член Союза журналистов России,
- Член-корреспондент Российской академии космонавтики имени К. Э. Циолковского.